# 新潟県道144号吉田停車場線
新潟県道144号吉田停車場線（にいがたけんどう144ごう よしだていしゃじょうせん）は、新潟県燕市内を通る一般県道である。

## 概要

### 路線データ
- 起点：吉田停車場（新潟県燕市吉田堤町）

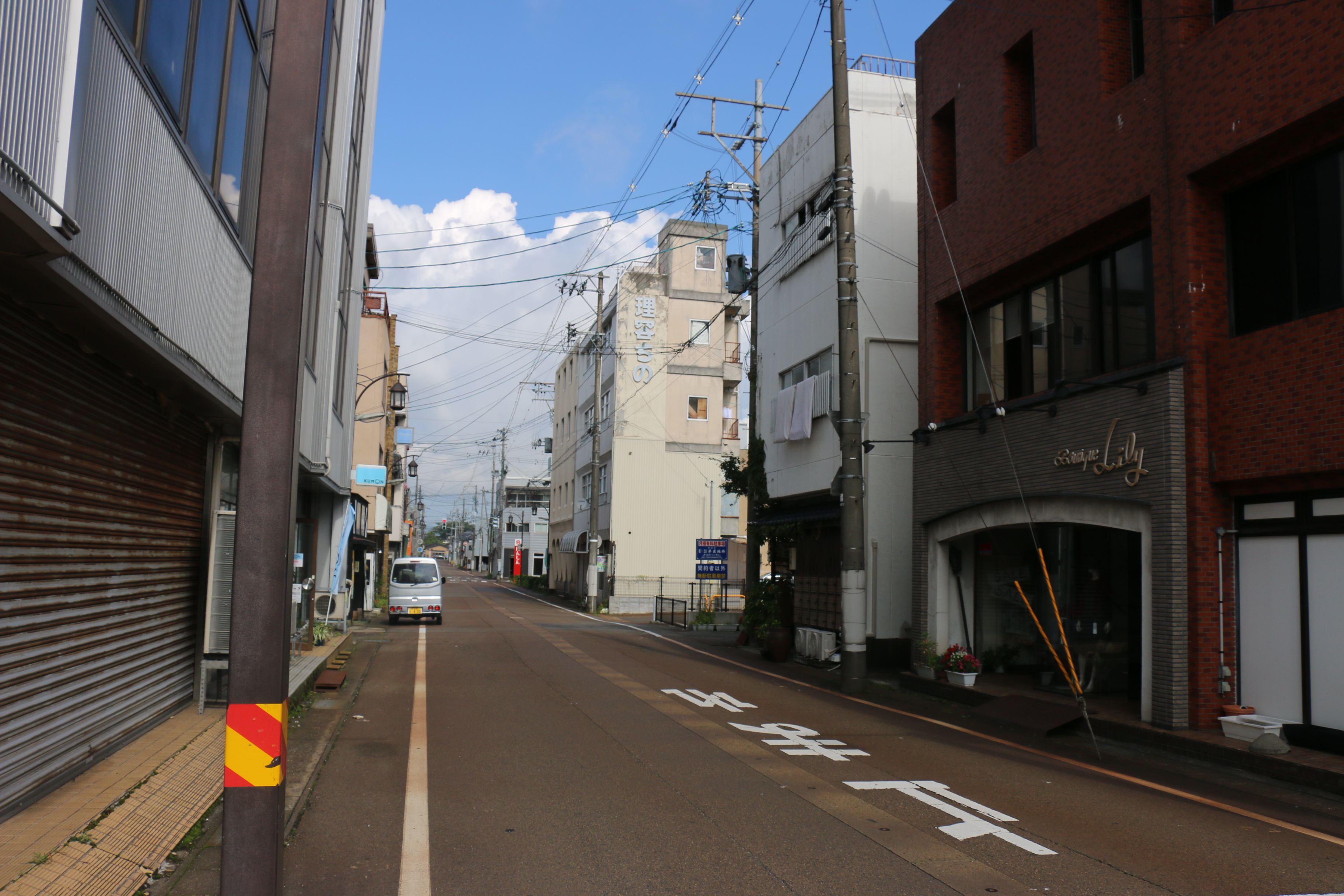
吉田停車場前から終点方向を臨む

- 終点：新潟県燕市吉田上町（新潟県道223号石瀬吉田線・新潟県道374号五千石巻新潟線交点）

## 地理

### 通過する自治体
- 新潟県燕市

### 接続する道路
- 燕市道（起点：燕市吉田堤町、吉田駅前）
- 新潟県道223号石瀬吉田線・新潟県道374号五千石巻新潟線（終点：燕市吉田上町）

### 周辺
- JR越後線・弥彦線 吉田駅
- 新潟県立吉田病院
- 燕市役所 吉田庁舎（旧・吉田町役場）
- 燕市水道局
- 新潟県立吉田特別支援学校
- 燕市立吉田小学校
- 第四北越銀行 吉田中央支店
- 第四北越銀行 吉田支店
- 大光銀行 吉田支店
- 新潟縣信用組合 吉田支店
- 協栄信用組合 吉田支店
- JA越後中央 吉田支店
- 越後吉田郵便局
- 吉田中町簡易郵便局